# Emmanuel Obetsebi-Lamptey
Emmanuel Odarkwei Obetsebi-Lamptey (* 1902; † 29. Januar 1963 in Accra, Ghana) war einer der führenden Politiker der britischen Kolonie Goldküste und im jungen Staat Ghana. Neben Ghanas ersten Präsidenten Kwame Nkrumah, Joseph Boakye Danquah, William Ofori Atta, Ebenezer Ako-Adjei und Edward Akufo-Addo gehörte Obetsebi zu den Big Six Ghanas.

## Karriere
Obetsebi-Lamptey ist Mitbegründer der ersten Partei der Goldküste, der United Gold Coast Convention (UGCC). Nachdem es zum Bruch mit Kwame Nkrumah gekommen war, gründete Obetsebi-Lamptey zusammen mit Danquah, Nii Amaa Ollennu und Kofi Abrefa Busia noch in der Kolonie Goldküste die Partei Ghana Congress Party (GCP). Später schied er aus dieser Partei aufgrund eines Machtkampfes mit Busia aus und gründete die Nationalist Party.

## Familie und Tod
Am 1. August 1962 kehrte Präsident Kwame Nkrumah von einem Treffen aus Tenkudugu mit dem Präsidenten des damaligen Obervolta (heute Burkina Faso) Maurice Yaméogo nach Ghana zurück. In Kulungugu, in der Upper Region Ghanas, wurde ein Bombenattentat auf Nkrumah versucht, schlug jedoch fehl. Nkrumah machte seine ehemaligen engsten Vertrauten sowie Mitglieder seiner eigenen Regierung verantwortlich für dieses Attentat.
Obetsebi-Lamptey wurde in diesem Zusammenhang auf Veranlassung von Kwame Nkrumah am 5. Oktober 1962 inhaftiert und in das Nsawam-Gefängnis in der Nähe von Accra verbracht. Hier verschlechterte sich sein Gesundheitszustand rapide, so dass Obetsebi-Lamptey am 29. Januar 1963 im Nsawam-Gefängnis starb. Die Bestattung durfte nicht durch die Familie durchgeführt werden, sondern fand durch die Gefängnisbehörden statt.
Sein Sohn Jake Obetsebi-Lamptey (1946–2016) war als Minister für Tourismus und Minderheitsangelegenheiten (Minister of Tourism & Diasporean Relations) ein Mitglied der Regierung von John Agyekum Kufuor.

## Ehrungen
In Accra wurde ein Kreisverkehr an der Ring Road nach Obetsebi-Lamptey benannt. Im Jahr 2007 ist zudem die 10.000 Cedi-Note mit dem Bildnis der Big Six Ghanas und damit auch mit Obetsebi-Lamptey in Umlauf gebracht worden.